# Burhinidae
Burhinidae là một họ chim trong bộ Charadriiformes.

## Hình ảnh

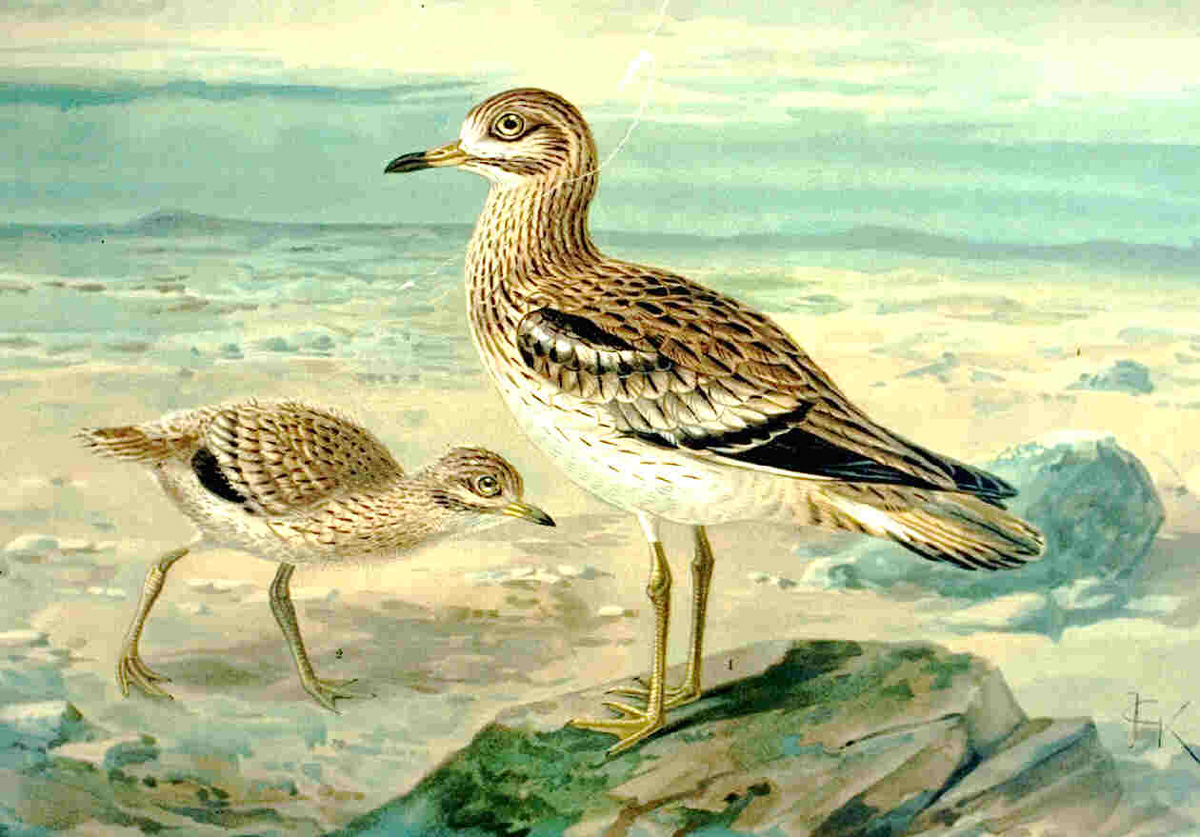
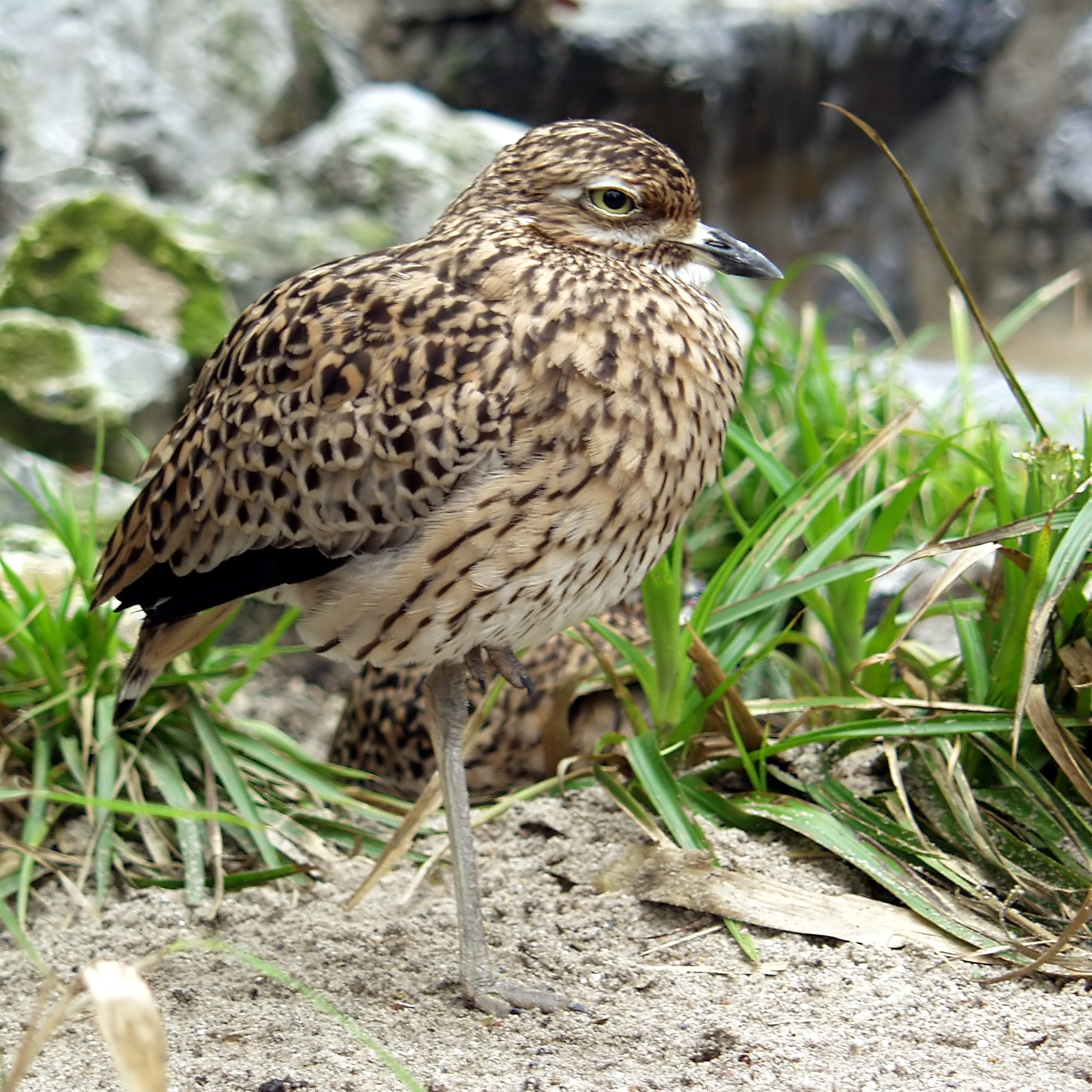
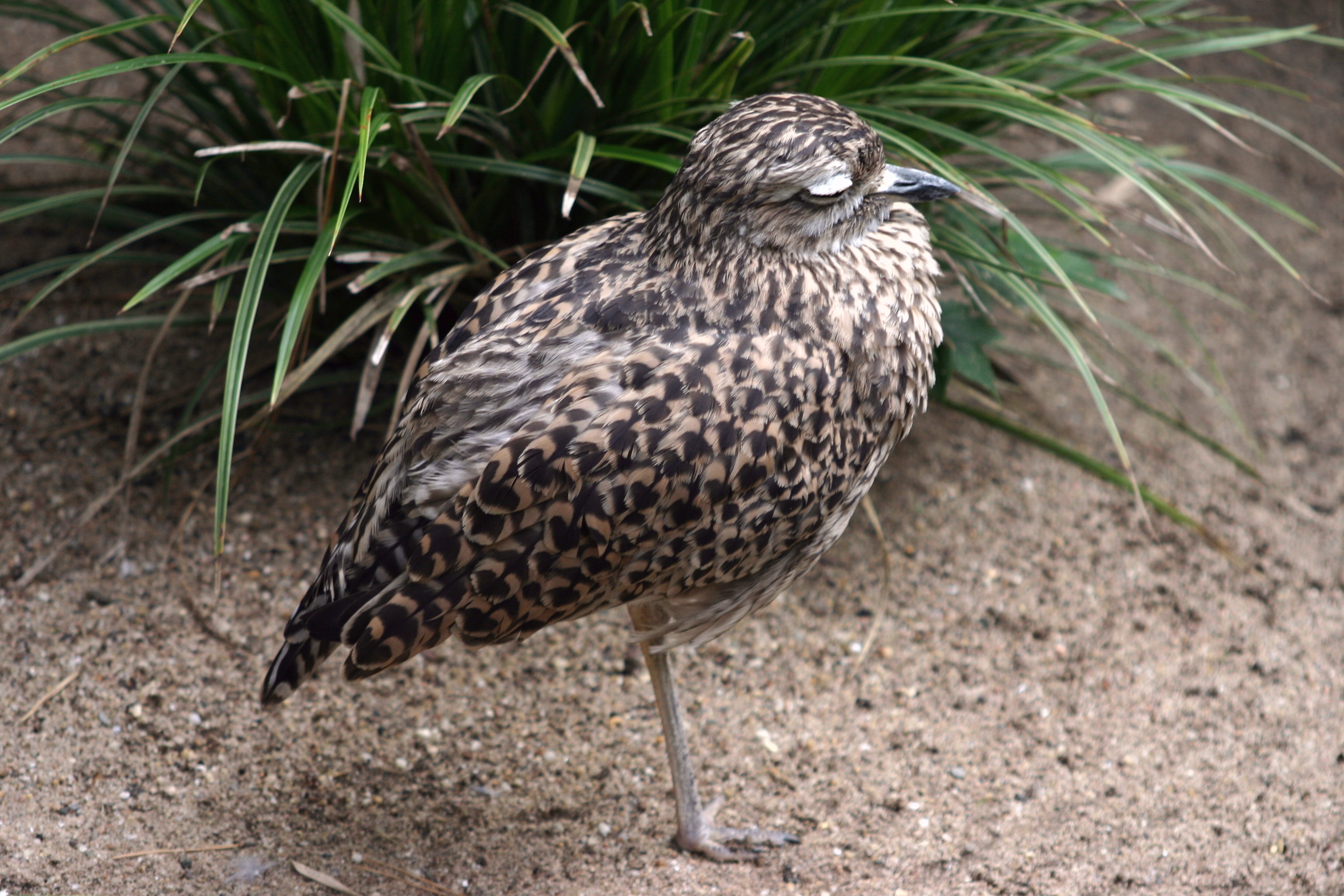

## Phân loại học
Họ này có 2 chia, gồm 10 loài:
| Hình | Tên | Tên khoa học                                        |
| ---- | --- | --------------------------------------------------- |
|      | -   | Burhinus oedicnemus                                 |
|      | -   | Burhinus indicus                                    |
|      | -   | Burhinus senegalensis                               |
|      | -   | Burhinus vermiculatus                               |
|      | -   | Burhinus capensis                                   |
|      | -   | Burhinus bistriatus                                 |
|      | -   | Burhinus superciliaris                              |
|      | -   | Burhinus grallarius (trước đây là B. magnirostris). |
|      | -   | Esacus recurvirostris                               |
|      | -   | Esacus giganteus (trước đây E. magnirostris).       |